# Nikodim von Leningrad

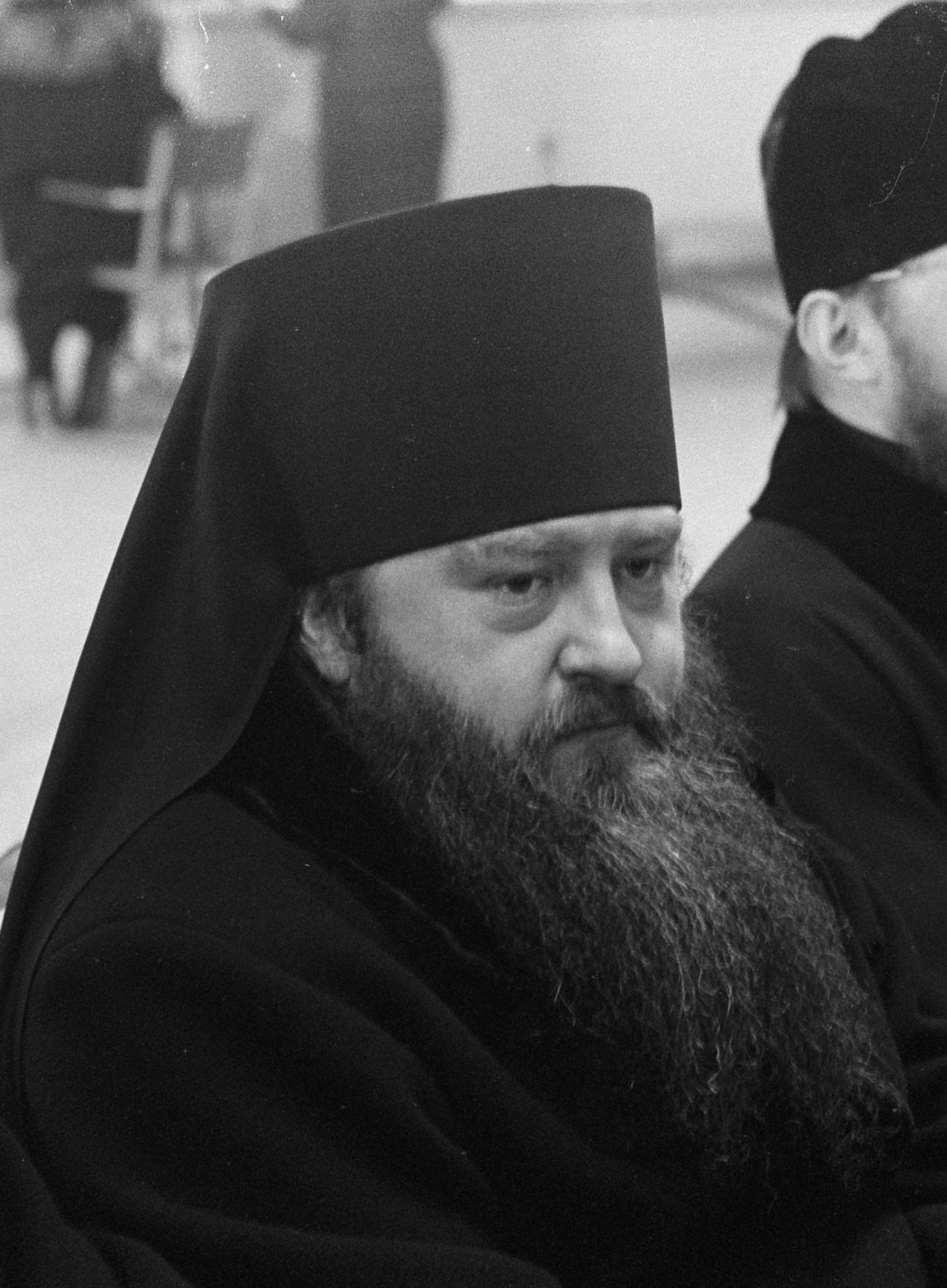
Nikodim (1963)

Nikodim von Leningrad (russisch Никодим, eigentlich: russisch Бори́с Гео́ргиевич Ро́тов Boris Georgijewitsch Rotow; * 16. Oktober 1929 in Frolowo, Oblast Rjasan; † 5. September 1978 in der Vatikanstadt) war ein russisch-orthodoxer Metropolit.

## Leben und Wirken
Nikodim besuchte ein Priesterseminar an der Geistlichen Akademie von Leningrad und wurde nach Abschluss seines Studiums zum Priester geweiht. Nach einigen Jahren der Priesterschaft, die er mit Hingabe und Sachkunde ausfüllte, wurde er zum (Titular-)Bischof von Podolsk erhoben. In dieser Funktion war er gleichzeitig Leiter der Abteilung für auswärtige Angelegenheiten der Russisch-Orthodoxen Kirche. Metropolit Nikodim wurde der Mentor einiger der heutigen Kirchenführer der Russischen Orthodoxen Kirche. 1961 stand er der Bischofsweihe des Patriarchen Alexij vor. Als junger Priester war Metropolit Kirill der persönliche Sekretär von Metropolit Nikodim. Metropolit Juvenalij von Krutizy und Kolomna betrachtet Metropolit Nikodim als seinen „geistlichen Vater und Mentor, Freund und Bruder“. Im Jahre 1963 wurde er Metropolit von Leningrad und Nowgorod, nachdem er drei Jahre Erzbischof von Jaroslawl und für kurze Zeit Metropolit von Minsk war.
Nikodim wurde als Freund der Katholischen Kirche betrachtet. Er war Beobachter beim II. Vatikanischen Konzil. 1969 verfasste er seine 657 Seiten umfassende Dissertation über „Johannes XXIII., Papst von Rom“. In den letzten Jahren wurde er von einigen beschuldigt, ein Krypto-Katholik zu sein.
Metropolit Nikodim gilt als Verehrer und Förderer der sogenannten Jakobus-Liturgie. In der Russischen Kirche war sie lange Zeit unbekannt. Verstärkt seit Anfang des 20. Jahrhunderts, im Zuge der Rückbesinnung auf die Ursprünge der Liturgie, begann man diese Form zu studieren und die Texte und Gesänge auf Slawisch zu veröffentlichen. Die kirchenslawische Übersetzung des griechischen Textes, die der damalige Archimandrit Iwan Gardner, der auch Musikwissenschaftler war, und Protodiakon Alexij Gontjaev besorgten, wurde 1938 vom Metropoliten Anastassij, dem Oberhaupt der Russischen Orthodoxen Kirche im Ausland, für den liturgischen Gebrauch genehmigt. Seitdem wird diese Liturgie gelegentlich in verschiedenen russischen Kirchen im Ausland gefeiert. Metropolit Nikodim zelebrierte sie in der Kirche der Geistlichen Akademie zu Leningrad. Die Jakobus-Liturgie fand darüber hinaus auch in vielen anderen orthodoxen Jurisdiktionen Verbreitung. Man kennt und zelebriert sie mindestens einmal im Jahr in den Kirchen von Serbien, Bulgarien und Finnland. Seit 2002 wird die Jakobusliturgie regelmäßig in der Kirchengemeinde des Heiligen Erzengels Michael zu Göttingen zelebriert.
Auch in der Ökumenischen Bewegung spielte Nikodim zeitweise eine Rolle, seitdem er 1974 auch Exarch von Westeuropa geworden war. Im Jahre 1975 wurde er der Präsident des Ökumenischen Rates der Kirchen (ÖRK). Zugleich entsandte ihn seine Kirche für die Mitarbeit in der Christlichen Friedenskonferenz, deren Präsident er von 1971 bis 1978 war und aus deren Arbeit er an den KGB berichtete.
Metropolit Nikodim von Leningrad und Nowgorod starb an einem Herzinfarkt in Gegenwart des schockierten Papstes Johannes Paul I. Metropolit Nikodim hatte zuvor bereits fünf Herzinfarkte erlitten und setzte dennoch sein Wirken für die Einheit fort.

## Nachwirkungen
Jedes Jahr am 5. September wird in St. Petersburg in der Dreifaltigkeitskathedrale der Lavra im Gedenken an Metropolit Nikodim die Heilige Liturgie gefeiert, und im Anschluss daran ziehen die Gläubigen zu seinem Grab hinter der Kathedrale. Neben Metropolit Wladimir von St. Petersburg sind entweder Patriarch Kyrill oder Metropolit Juvenalij oder beide an seinem Grabmal.
Seit den 1990er Jahren ist Metropolit Nikodim in der Russischen Orthodoxen Kirche eine umstrittene Figur geworden. Die eher konservativen Elemente in der Kirche standen dem Metropoliten und seiner ökumenischen Einstellung sehr kritisch gegenüber. In gewisser Hinsicht wurde er ein Symbol für einen offeneren Zugang.
Auf Einladung von Metropolit Kyrill (Gundjajew), Erzbischof von Smolensk und Kaliningrad, Leiter des Kirchlichen Außenamtes des Moskauer Patriarchats, fand vom 31. August bis 2. September 2003 in Smolensk aus Anlass seines 25. Todestages eine Konferenz statt zu Ehren von Metropolit Nikodim. Als damaliger Leiter des Kirchlichen Außenamtes des Moskauer Patriarchats war er maßgeblich daran beteiligt, dass die ROK schon von Anfang des II. Vatikanischen Konzils durch zwei Vertreter beim Konzil anwesend und beteiligt war und dass dann anschließend mehr als ein Jahrzehnt lang eine bedingte Kommuniongemeinschaft mit der ROK bestand.
An seinem 30. Todestag, dem 5. September 2008, fand in der St. Petersburger Orthodoxen Theologischen Akademie eine Konferenz statt über „Metropolit Nikodim: Vermächtnis und Gegenwart“. Dass es immer noch Kritiker von Nikodim gibt, zeigt sich an der Tatsache, dass Metropolit Kyrill es für nötig hielt, bei dieser Konferenz Anschuldigungen zurückzuweisen, Metropolit Nikodim habe die Eucharistie zusammen mit Katholiken zelebriert und sei ein Krypto-Katholik geworden.